# Pyrausta communalis
Pyrausta communalis là một loài bướm đêm trong họ Crambidae.